# 尹秉昊
尹秉昊（ユン・ビョンホ、1989年7月5日 - ）は、大韓民国・ソウル特別市出身の元プロ野球選手（外野手）。

## 経歴

### 高陽時代
アマチュア時代は全くの無名選手で、2011年に韓国第1号独立球団である高陽ワンダーズへ入団した。当時のチームメイトでは後にNCで同僚になる李沅宰、金鐘民などがいた。

### NC時代
2013年のドラフトで特別指名を受けてNCダイノスに入団した。当時のNCは新生チームの身分であり、2次ラウンド指名終了後にも追加で5人を指名することが許されていた。しかし同年は一軍出場がなかった。
2014年も二軍暮らしにとどまった。
2015年は9試合に出場。プロ初安打を放ったことが唯一の見せ場だった。
2016年は開幕一軍を勝ち取った。同年5月31日斗山ベアーズ戦では8回裏に代打で出場、李賢承からシーズン初安打・プロ初本塁打・初打点を記録する3ランホームランを打った。ただし、シーズン全体では11試合のみの出場で安打もこれ1本のみだった。
2017年7月23日のSKワイバーンズ戦では1番中堅手としてプロ初の先発出場をした。そして試合では5打数3安打1打点1得点とプロ初の猛打賞を記録した。
シーズン成績は49試合で打率2割、11安打、11得点とキャリアハイを記録した。
2018年は権熙東、金星旭などに押されて出番が増えず、14試合の出場にとどまった。シーズンオフに翌年に姜九成、金鐘民、沈揆範とともに戦力外になった。

### 坡州時代
その後も現役続行を希望し、2019年に独立リーグの坡州チャレンジャーズに入団。
2021年までプレーし、同年シーズン終了をもって退団して現役を引退した。

### 引退後
2022年からNCに一軍作戦兼三塁走塁コーチとして復帰。

## 詳細情報

### 年度別打撃成績
| 年 度    | 球 団    | 試 合 | 打 席 | 打 数 | 得 点 | 安 打 | 二 塁 打 | 三 塁 打 | 本 塁 打 | 塁 打 | 打 点 | 盗 塁 | 盗 塁 死 | 犠 打 | 犠 飛 | 四 球 | 敬 遠 | 死 球 | 三 振 | 併 殺 打 | 打 率 | 出 塁 率 | 長 打 率 | O P S |
| -------- | -------- | ----- | ----- | ----- | ----- | ----- | -------- | -------- | -------- | ----- | ----- | ----- | -------- | ----- | ----- | ----- | ----- | ----- | ----- | -------- | ----- | -------- | -------- | ----- |
| 2015     | NC       | 9     | 9     | 9     | 0     | 1     | 0        | 0        | 0        | 1     | 0     | 0     | 0        | 0     | 0     | 0     | 0     | 0     | 4     | 0        | .111  | .111     | .111     | .222  |
| 2016     | NC       | 11    | 9     | 9     | 3     | 1     | 0        | 0        | 1        | 4     | 3     | 0     | 0        | 0     | 0     | 0     | 0     | 0     | 3     | 0        | .111  | .111     | .444     | .555  |
| 2017     | NC       | 49    | 58    | 55    | 11    | 11    | 3        | 0        | 0        | 14    | 2     | 2     | 0        | 1     | 0     | 2     | 0     | 0     | 10    | 2        | .200  | .228     | .255     | .483  |
| 2018     | NC       | 14    | 37    | 33    | 3     | 6     | 1        | 0        | 0        | 7     | 0     | 1     | 0        | 1     | 0     | 2     | 0     | 1     | 10    | 0        | .182  | .250     | .212     | .462  |
| KBO：4年 | KBO：4年 | 83    | 113   | 106   | 17    | 19    | 4        | 0        | 1        | 26    | 5     | 3     | 0        | 2     | 0     | 4     | 0     | 1     | 27    | 2        | .179  | .216     | .245     | .461  |

### 背番号
- 110 （2013年）
- 104 （2014年）
- 68 （2015年）
- 8 （2016年）
- 38 （2017年 - 2018年）
- 83 （2022年 - ）